# ترک اورشلیم با قطار
ترک اورشلیم با قطار (فرانسوی: Départ de Jérusalem en chemin de fer‎) فیلمی فرانسوی به کارگردانی الکساندر پرومیو است که در سال ۱۸۹۷ منتشر شد.